# Bitka pri Adrianoplu (378)
Bitka pri Adrianoplu, tudi bitka pri Odrinu, 9. avgusta 378 je bil vojaški spopad med armado Rimskega cesarstva pod poveljstvom cesarja Valensa in gotskimi uporniki, večinoma Tervingi in Grevtungi, negotskimi Alani in drugimi lokalnimi plemeni, ki jih je vodil Frigitern. 
Bitka je potekala v rimski provinci Trakiji 13 km severno od Odrina, sedanje Edirne v evropskem delu Turčije blizu turške meje z Grčijo in Bolgarijo. Končala se je s prepričljivo zmago Gotov.
Na bitko, ki je bila del gotske vojne (376-382), se pogosto gleda kot na začetek končnega propada zahodnega dela Rimskega cesarstva v 5. stoletju, čeprav se je dejansko bíla med Goti in vojsko vzhodnega dela Rimskega cesarstva, ki je preživelo gotske vpade in se razvilo v Bizantinsko cesarstvo.

## Ozadje

### Prihod Hunov
V 370-ih letih so iz step Centralne Azije na ozemlje Alanov vdrli Huni, ki so jih pokorili, preživele pa prisilili v beg. Te so začeli vpadati v ozemlje Grevtungov, enega od gotskih klanov, ki je živel med Dnjestrom in Dneprom severno od Črnega morja. Vodja Grevtungov Ermenrih je po kratkem boju storil samomor in vodstvo je padlo v roke Vitmirija. Ta je najel nekaj Hunov, da bi Grevtungom pomagali v bojih proti Alanom, vendar je na koncu v boju izgubil življenje. Vodstvo sta prevzela Alatevs in Safraks, ki sta bila prisiljena se umakniti zahodno v ozemlje Tervingov, kjer so Grevtungi zgradili par obrambnih zgradb. Medtem je vodja Tervingov, Atanarik napredoval proti Dnestru. Tam ga je hunska lahka konjenica nepričakovano napadla ter porazila, zaradi česar se je umaknil v gore današnje Romunije. Novica o naglem uspehu nomadov proti Gotom se je hitro razširila med Germani in po zapisih Amijana Marcelina naj biː"Se začele strašne govorice o novem in groznem razburjenju ljudi iz severa. Možje so slišali čez celo območje med Kvadi in Markomani do Črnega morja, da se v regiji okoli reke Donave s svojimi družinami klati divja horda oddaljenih plemen, ki jo je iz svojih domov pregnal nepričakovan pritisk." Zato so se Goti pognali južno.

### Vstop v Rimski Imperij
Atanarik je po porazu s strani Hunov izgubil avtoriteto ter spoštovanje svojega plemena, zato je veliko število Tervingov dezertiralo. Ta odcepljena skupina pod vodstvom Alavija in Fritigerna je prosila za azil v Rimskem imperiju. Vladar Vzhodno Rimskega Cesarstva Valens je prošnjo odobril saj je ravno bil vojno z Perzijci in je v brezdomnih Gotih najverjetneje videl vir novih vojakov. Tako so Goti s čolni, splavi in votlimi debli dreves prečkali reko. Zaradi močnega dežja in neznanja plavanja veliko ljudi prečkanja ni preživelo. Po njem so se Goti morali spopasti s pomanjkanjem hrane saj Rimljani na prečkanje več tisoč ljudi niso bili pripravljeni. Provincialna poveljnika Lupicinij in Maksim pa jim tudi nista bila v pomoč. Po zapisih Marcelina naj bi bila oba "zahrbtno pohlepna" ter naj bi Gotom v zameno za sužnje prodajala lokalne pse. Medtem so tudi Grevtungi prosili za azil v imperiju, ki pa je bil zavrnjen, saj so imeli imperijalne oblasti že preveč težav z Goti, ki so že bili v imperiju. Kljub temu so medtem, ko so bile Lupicinijeve enote zaposlene z možnim nemirom med Tervingi, prečkali reko ter se združili s Fritigernovimi Goti.

### Izbruh in razširitev upora
Leta 376 je bilo število Gotov, ki so tedaj prebivali v bližini Donave preveliko, da bi bili samooskrbni, zaradi česar so se začeli upirati lokalnim oblastem ter so začeli vpadati južno v rodovitno regijo okoli Marcijanopla. Rimljani teh vpadov niso bili zmožni omejiti, saj so bile njihove enote zelo redko postavljene. Lupicinij je skušal ponovno vzpostaviti red med Goti z atentatom na njihove vodje. Povabil je njihove vodje na gostijo, kjer naj bi razpravljali o njihovi prihodnosti. Poskus se je izjalovil in nekaj vodij je uspelo preživeti, med katerimi je bil tudi Fritigern. Ta se je ponovno pridružil svojemu ljudstvu ter začel pleniti in požigati okoliške vasi. Lupicinij je poskušal zatreti upor in je naglo zbral vojake ter se spopadel z Goti 16 km izven Marcijanopla, vendar je bil poražen.
Situacija je bila sedaj kritična. V Trakiji ni bilo nobenega, ki bi se lahko soočil z Goti. Preostanki provincialne vojske so bili zadržani v ključnih mestih, medtem ko je bil vzhodni cesar Valens na pohodu proti Sasanidom, cesar Gracijan (vladar zahodnega dela cesarstva ter njegov nečak) pa na kampanji proti Alemanom. Kmalu sta se Fritigernu pridružila še Sverdij in Kolij, gotska poveljnika v službi Rima, kar je situacijo samo še poslabšalo.
Goti so sedaj dosegli Adrianopel in ga začeli oblegati vendar so bili zaradi lastne neizkušenosti neuspešni, kar pa ni ustavilo upora. Fritigernove številke so se še naprej večale, saj se mu je pridružilo vse več gotskih (in drugih) sužnjev ter rimskih zapornikov, ki so bili dragocen vir informacij o terenu, lokalni vojski in zalogah živeža.

#### Bitka pri Ad Salices
Valens je spoznal kritičnost situacije in je poslal svojega magistra equituma (mojstra konjenice) Viktorja, da bi sklenil mir s Perzijci ter odpoklical nekaj enot iz Armenije. Te je poslal pod poveljstvom Proforuta in Trajana, ki naj bi se gverilsko spopadla z Goti. Prav tako je Gracijana prosil za dodatne enote iz zahoda. Ta je poslal okrepitve pod vodstvom Frigerida in Rihomera.
Vojski sta se združili blizu mesta po imenu Ad Salices, kjer sta naleteli na gotsko vojsko. Vnel se je boj, ki se je končal neodločeno s hudimi izgubami na obeh straneh. Čeprav je bil sam spopad neodločen so taktično zmagali Goti, saj so kljub hudim izgubam onesposobili edino vojsko v regiji, ki jim je lahko kljubovala ter se tako začasno znebili Rimljanov.

#### Vojna izčrpavanja
Rimljani si po bitki niso več prizadejali boja ter so raje blokirali vse gorske prelaze, ki so vodili južno od balkanskih gora. Medtem je Valens na mesto Trajana in Proforuta namestil Sturnija, ki tudi postal magister equitum. Frigerid je šel južno od Beoreje, kjer je varoval prelaze med Ilirikom in centralnim Balkanom. Taktika se je izkazala za uspešno in Goti so kmalu imeli težave pri pridobivanju živeža. Nekateri Goti so iz obupa sklenili zavezništvo z Alani in Huni, ki so nato prečkali Donavo. To je rešilo Gote saj so Rimljani zaradi večjega števila beguncev svoje enote bolj skoncentrirali v večjih mestih, da bi preprečili uničenje manjših oporišč, kar pa je pustilo večji del podeželja nezastraženega. Goti so to izkoristili in ga oplenili. Zaradi teh uspehov so tudi poskušali pregnati Frigeridove zahodne enote vendar so le-te po naključju odkrile kontingent Gotov pod poveljstvom Farnobija in ga porazile.
Medtem sta se Valens in Gracijan dogovorila za skupni napad nad Gote.

### Alemanska kampanja in uvod v bitko
Gracijan je sedaj poslal velik del svojih enot v Panonijo z namenom pomoči svojemu stricu (Valensu). Ta novica je preko rimskega vojaka alemanskega porekla prišla do Lentinesov (dela Alemanov), ki so hoteli izkoristiti odsotnost rimskih enot na Renu ter so se odločili za napad. Gracijan je bil sedaj prisiljen odpoklicati del svojih enot za obrambo Galije. Alemani so bili na koncu premagani, vendar je to upočasnilo cesarjeve načrte pomoči svojemu stricu. Valens je medtem imenoval Sebastijana, zahodnega generala, za magista milituma, ki naj bi reorganiziral trakijske enote. Ta je izbral 2000 mož ter začel biti gverilsko vojno z Goti, medtem ko je Valens zbiral voje sile.
Sebastijan je bil v svojih operacijah uspešen ter mu je uspelo v zasedah premagati kar nekaj gotskih detašmajev, zato se je Fritigern odločil združiti svoje sile da bi lahko odgovoril na rimsko grožnjo. Valens je do tedaj zbral svoje sile v Melanthiasu, medtem ko je bil Gracijan blizu Donave. Po poročanju Amijana Marcelina naj bi si Valens ob novici o nečakovih in Sebastijanovih uspehih še sam hotel prisvojiti košček slave ter je zato marširal proti Adrianoplu.
Frtitigern medtem ni miroval. Napredoval je južno kjer je nameraval presekati rimske oskrbovalne linije. Rimska izvidnica je to izvedla in Valens se je ustalil izven Adrianopla. Valens se je sedaj odločal ali naj se spopade z Goti ali počaka na Gracijanove okrepitve. Večina njegovih oficirjev je bila mnenja naj počakajo na okrepitve, vendar ker so Valensovi izvidniki poročali, da ima Fritigern samo okoli 10 000 mož in ker si je Valens želel slave se je na koncu odločil za napad.
Medtem ko so se Rimljani pripravljali na bitko je v kamp prispel krščanski duhovnik, ki ga je Fritigern poslal, da bi z Valensom sklenil mir. Ta je dogovor zavrnil.

## Vira
- A. Barbero (2007), The Day of the Barbarians: The Battle That Led to the Fall of the Roman Empire,ISBN 0-8027-1571-0.
- S. Macdowall (2001), Adrianople AD 378: The Goths Crush Rome's Legions.